# Eucithara fusiformis
Eucithara fusiformis é uma espécie de gastrópode do gênero Eucithara, pertencente à família Mangeliidae.